# 甘肃省历史文化街区
甘肃省历史文化街区由甘肃省政府公布，现有28处。
第一批：2015年
- 张掖市
  - 甘州区西街—劳动南街街区
  - 文庙巷街区
  - 西来寺巷街区
- 陇南市
  - 两当县杨店乡古建一条街街区

第二批：2020年1月4日，公布22个街区
- 敦煌市
  - 南仓历史文化街区
  - 北台历史文化街区
- 酒泉市
  - 药王宫历史文化街区
  - 清真寺历史文化街区
- 武威市
  - 文庙历史文化街区
  - 古钟楼历史文化街区
  - 罗什寺历史文化街区
- 天水市
  - 伏羲城历史文化街区
  - 三新巷历史文化街区
  - 自由路历史文化街区
  - 澄源巷历史文化街区
  - 育生巷历史文化街区
  - 自治巷历史文化街区
- 临夏市
  - 八坊十三巷历史文化街区
  - 红园历史文化街区
- 兰州市
  - 金天观—洪恩街历史文化街区
  - 河口古民居历史文化街区
  - 白塔山庄历史文化街区
  - 兰棉厂宿舍历史文化街区
  - 阿干煤矿历史文化街区
- 夏河县
  - 上下塔哇历史文化街区
  - 王府村历史文化街区

第三批：2023年10月22日      
- 定西市陇西县
  - 交通路（北关正街）街区
  - 头天门街区